# Maschalodesme
Maschalodesme là một chi thực vật có hoa trong họ Thiến thảo (Rubiaceae).

## Loài
Chi Maschalodesme gồm các loài: